# FC Fălești
El FC Fălești es un equipo de fútbol de Moldavia que juega en la Liga 1 de Moldavia, la segunda categoría de fútbol en el país.

## Historia
Fue fundado en el año 1986 en la ciudad de Falesti durante los años de la Unión Soviética con el nombre Stroitel Falesti, el cual cambiaron por el de Kristall Falesti en 1989. Tras la disolución de la Unión Soviética fue uno de los equipos fundadores de la División Nacional de Moldavia en 1992 en donde terminó en undécimo lugar entre 12 equipos, a dos puntos del descenso con el nombre Cristalul Falesti.
En las siguientes temporadas le estuvo huyendo al descenso, pero termina descendiendo en la temporada de 1994/95 cuando termina último entre 14 equipos en donde solo hizo nueve puntos en 26 partidos.
Al iniciar la temporada 1995/96 en la Divizia A cambia su nombre por el de Spicul Falesti, donde jugó las siguientes tres temporadas hasta que en la temporada 1997/98 termina en último lugar y desciende.
En 2003 es refundado como Flacara Falesti, nombre que mantuvo hasta 2013 cuando pasa a llamarse FC Falesti.

## Palmarés
- Liga 2

Campeón (2): 2019, 2021-22

## Nombres
- 1986-89 : Stroitel
- 1989-91 : Kristall
- 1991-95 : Cristalul
- 1995-2003 : Spicul
- 2003-2013 : Flacara
- 2013-hoy : Falesti